# Rittana
Rittana (Ritan-a in piemontese, Ritana in occitano) è un comune italiano di 103 abitanti della provincia di Cuneo in Piemonte.

## Geografia fisica
Il territorio comunale copre buona parte della breve valle di Rittana, tributaria in sinistra idrografica della Stura di Demonte, e comprende più di quaranta diverse borgate, tra cui Paraloup.
 La vallata culmina con i 1796 metri dell'Alpe di Rittana.

## Società

### Evoluzione demografica
Abitanti censiti

## Cultura
Nel 1987, in seguito alla decisione dell'amministrazione comunale, in omaggio a un'antica tradizione locale, le facciate delle case del centro sono state affrescate da artisti contemporanei.
Il patrimonio artistico e culturale della località si è arricchito ulteriormente grazie alla creazione di un percorso di sculture collocate lungo un sentiero montano. Altra iniziativa culturale è stata la creazione di una raccolta di dipinti di piccolo formato di vari artisti italiani.

## Amministrazione
Di seguito è presentata una tabella relativa alle amministrazioni che si sono succedute in questo comune.
| Periodo        | Periodo        | Primo cittadino    | Partito                           | Carica  | Note  |
| -------------- | -------------- | ------------------ | --------------------------------- | ------- | ----- |
| 8 luglio 1985  | 9 giugno 1990  | Catterina Belmondo | -                                 | Sindaco | [ 8 ] |
| 9 giugno 1990  | 24 aprile 1995 | Catterina Belmondo | -                                 | Sindaco | [ 8 ] |
| 24 aprile 1995 | 14 giugno 1999 | Adriano Perona     | -                                 | Sindaco | [ 8 ] |
| 14 giugno 1999 | 14 giugno 2004 | Adriano Perona     | lista civica                      | Sindaco | [ 8 ] |
| 14 giugno 2004 | 8 giugno 2009  | Italo Fantino      | lista civica                      | Sindaco | [ 8 ] |
| 8 giugno 2009  | 4 marzo 2011   | Adriano Perona     | lista civica                      | Sindaco | [ 8 ] |
| 7 maggio 2012  | 12 giugno 2017 | Walter Cesana      | lista civica: insieme per Rittana | Sindaco | [ 8 ] |
| 12 giugno 2017 | in carica      | Giacomo Doglio     | lista civica: insieme per Rittana | Sindaco | [ 8 ] |

### Altre informazioni amministrative
Il comune di Rittana faceva parte della Comunità montana Valle Stura.

## Galleria d'immagini

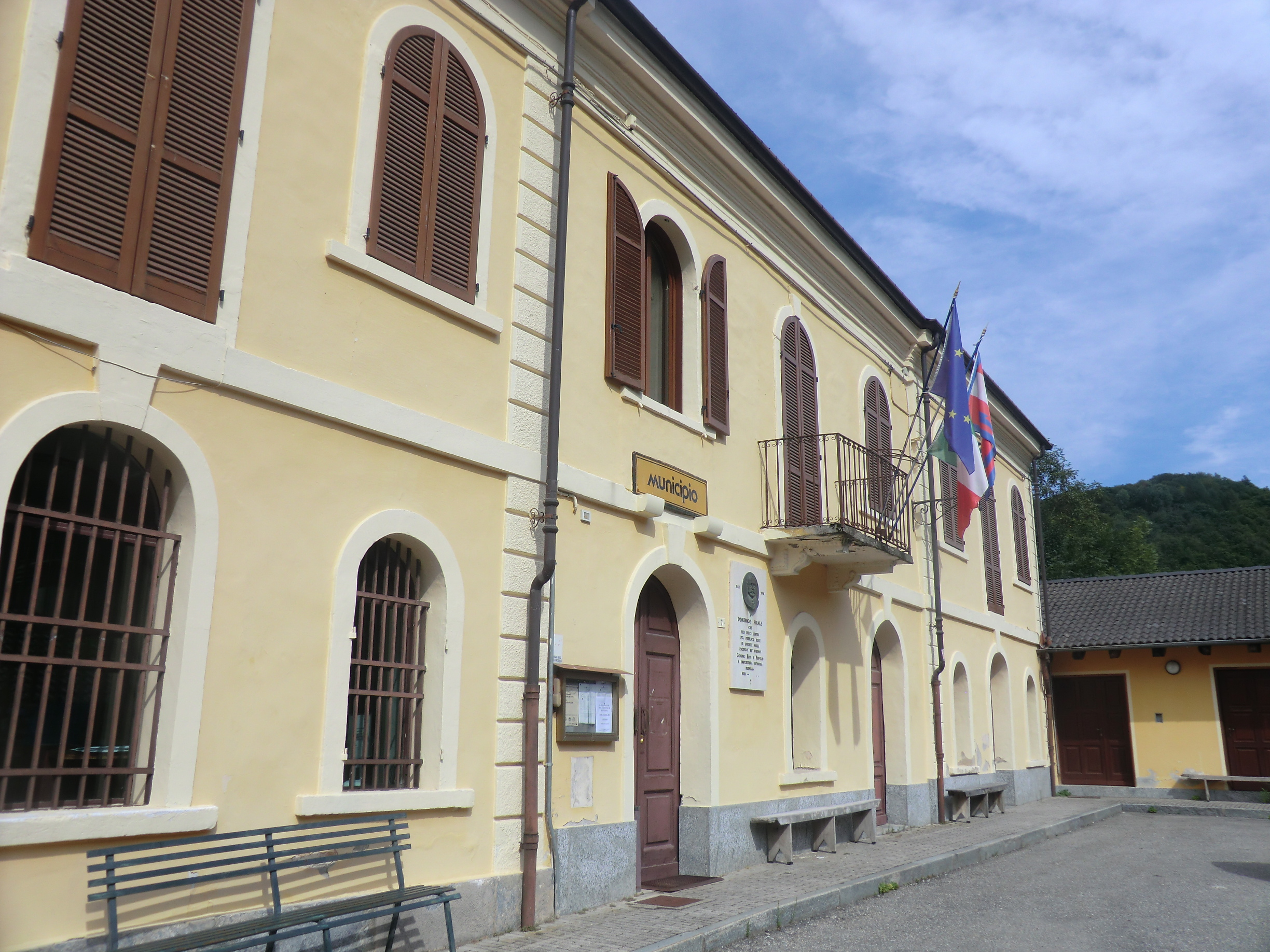
Municipio
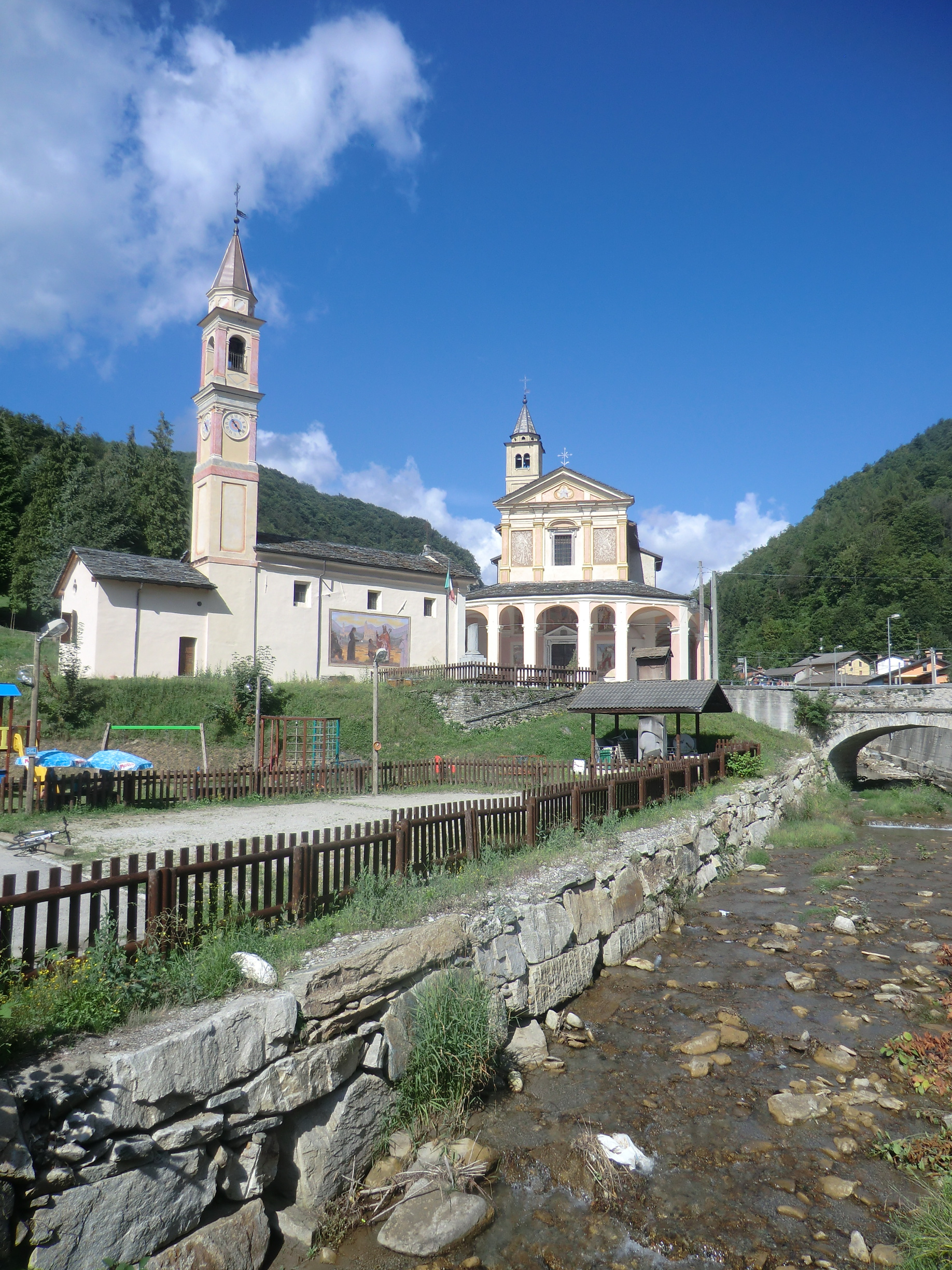
Santuario di San Mauro e confraternita Concezione della Beata Vergine
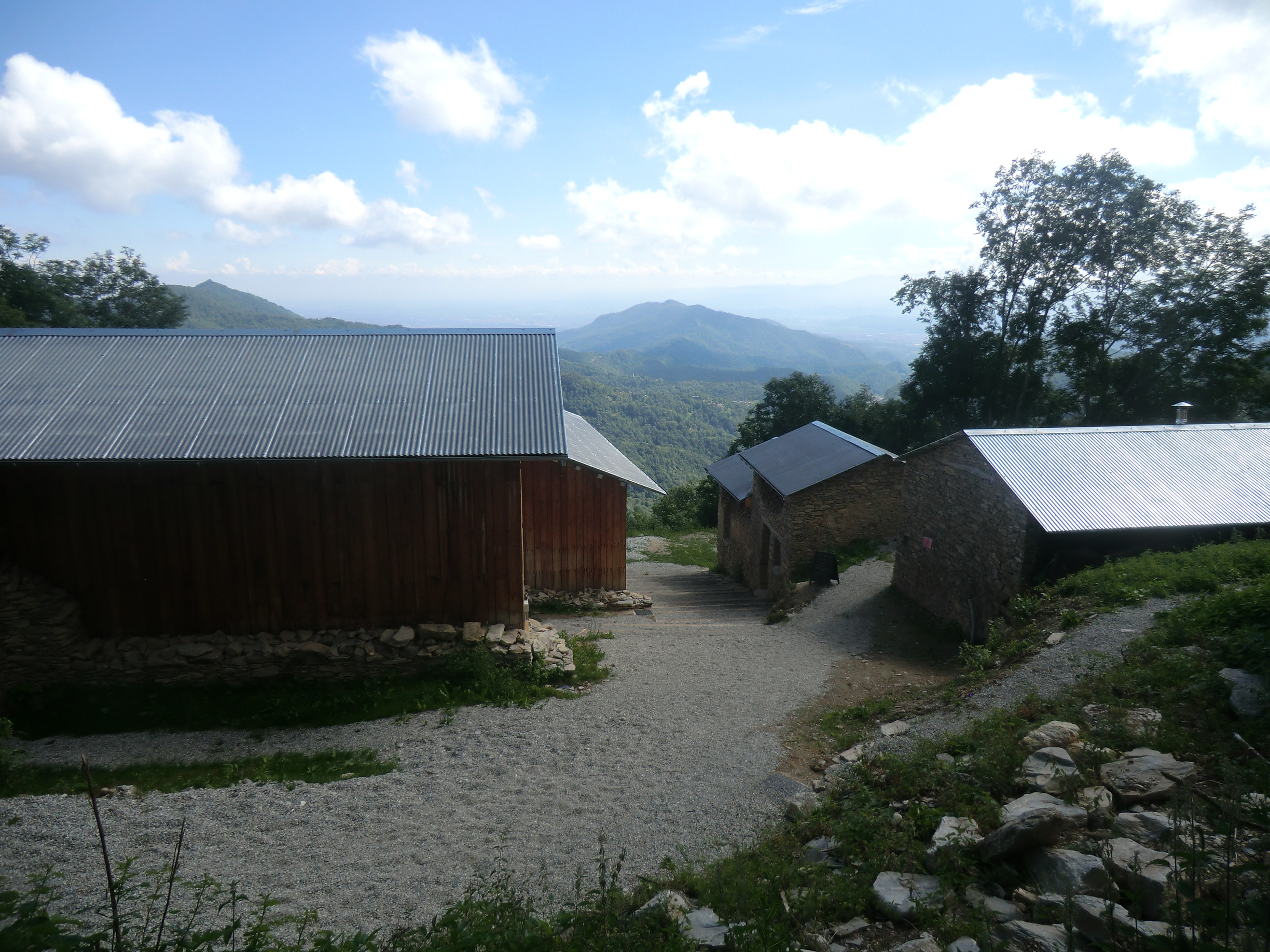
Paraloup (villaggio partigiano)